# Tobias Lauritsen
Tobias Lauritsen (Norvégia, 1997. augusztus 30. –) norvég labdarúgó, a holland Sparta Rotterdam csatárja.

## Pályafutása
Lauritsen Norvégiában született. Az ifjúsági pályafutását a Herkules akadémiájánál kezdte.
2013-ban mutatkozott be a Herkules felnőtt csapatában. 2013-ban az Uræddhez, majd 2014-ben az első osztályban szereplő Oddhoz igazolt. 2016 és 2017 között a Pors csapatát erősítette, ahol 29 mérkőzésen lépett pályára és 33 gólt ért el. 2018-ban visszatért az Oddhoz és ott folytatta a labdarúgást. Először a 2018. március 11-ei, Haugesund ellen 2–1-re elvesztett mérkőzés 79. percében, Markus André Kaasa cseréjeként lépett pályára. Első gólját 2018. május 6-án, a Start ellen 3–0-ra megnyert találkozón szerezte. 2021. augusztus 15-én, a Haugesund ellen hazai pályán 4–2-re megnyert bajnokin megszerezte első mesterhármasát a klub színeiben.
2022. augusztus 1-jén a holland első osztályban érdekelt Sparta Rotterdam együtteséhez szerződött. 2022. augusztus 5-én, a Heerenveen ellen 0–0-ás döntetlennel zárult bajnokin debütált. 2022. augusztus 27-én, a Go Ahead Eagles ellen idegenben 1–0-ra megnyert mérkőzésen Lauritsen szerezte a győztes gólt.

## Statisztikák
2022. november 11. szerint
| Klub             | Szezon   | Osztály     | Bajnokság | Bajnokság | Kupa  | Kupa | Nemzetközi | Nemzetközi | Összesen | Összesen |
| Klub             | Szezon   | Osztály     | Meccs     | Gól       | Meccs | Gól  | Meccs      | Gól        | Meccs    | Gól      |
| ---------------- | -------- | ----------- | --------- | --------- | ----- | ---- | ---------- | ---------- | -------- | -------- |
| Herkules         | 2013     | 3. divisjon | 4         | 0         | 2     | 1    | —          | —          | 6        | 1        |
| Urædd            | 2013     | 3. divisjon | 9         | 4         | 0     | 0    | —          | —          | 9        | 4        |
| Urædd            | 2014     | 3. divisjon | 11        | 1         | 2     | 0    | —          | —          | 13       | 1        |
| Urædd            | Összesen | Összesen    | 20        | 5         | 2     | 0    | 0          | 0          | 22       | 5        |
| Odd              | 2015     | Tippeligaen | 0         | 0         | 1     | 1    | —          | —          | 1        | 1        |
| Pors             | 2016     | 2. divisjon | 3         | 1         | 0     | 0    | —          | —          | 3        | 1        |
| Pors             | 2017     | 3. divisjon | 26        | 32        | 2     | 1    | —          | —          | 28       | 33       |
| Pors             | Összesen | Összesen    | 29        | 33        | 2     | 1    | 0          | 0          | 31       | 34       |
| Odd              | 2018     | Eliteserien | 18        | 1         | 4     | 7    | —          | —          | 22       | 8        |
| Odd              | 2019     | Eliteserien | 21        | 0         | 6     | 6    | —          | —          | 27       | 6        |
| Odd              | 2020     | Eliteserien | 20        | 3         | —     | —    | —          | —          | 20       | 3        |
| Odd              | 2021     | Eliteserien | 29        | 8         | 2     | 1    | —          | —          | 31       | 9        |
| Odd              | 2022     | Eliteserien | 15        | 6         | 1     | 0    | —          | —          | 16       | 6        |
| Odd              | Összesen | Összesen    | 103       | 18        | 13    | 14   | 0          | 0          | 116      | 32       |
| Sparta Rotterdam | 2022–23  | Eredivisie  | 14        | 5         | 1     | 2    | —          | —          | 15       | 7        |
| Összesen         | Összesen | Összesen    | 170       | 61        | 21    | 19   | 0          | 0          | 191      | 80       |

## Fordítás
Ez a szócikk részben vagy egészben  a   Tobias Lauritsen című angol Wikipédia-szócikk fordításán alapul.  Az eredeti cikk szerkesztőit annak laptörténete sorolja fel. Ez a jelzés csupán a megfogalmazás eredetét és a szerzői jogokat jelzi, nem szolgál a cikkben szereplő információk forrásmegjelöléseként.